# David Bisbal
David Bisbal Ferré (* 5. června 1979, Almería) je španělský zpěvák. Objeven byl při španělské talentové reality show Operación Triunfo, kterou vysílala stanice Televisión Española. Ke konci roku 2011 měl na svém kontě 4 studiová alba a 5 milionů prodaných CD. Prvá dvě alba Corazón Latino a Bulería překročila hranici milionu prodaných kusů.

## Diskografie

### Studiová alba
- Corazón Latino (2002)
- Bulería (2004)
- Premonición (2006)
- Sin Mirar Atrás (2009)

### Živá alba
- Todo Por Ustedes (2005)
- David BisbalPremonición Live (2007)

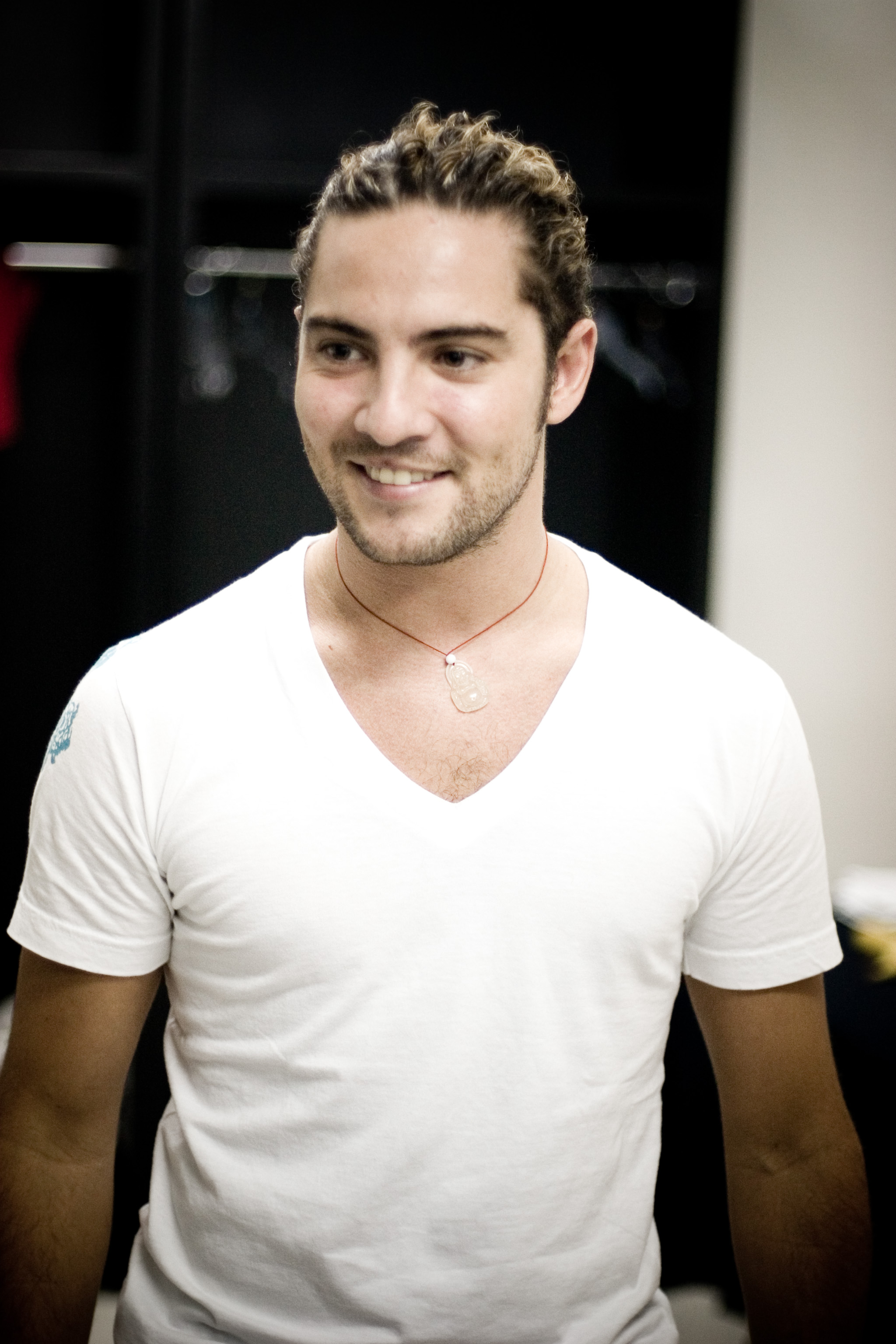
David Bisbal

- Una noche en el Teatro Real (2011)

### Výběrová alba
- David Bisbal (2006)